# Caradoc de Llancarfan
Caradoc de Llancarfan fue un monje en el monasterio de Llancarfan, Gales, durante el siglo XII.
Es el autor de Vida de Gildas, fechada entre 1130 y 1150. trabajo en su mayor parte ficticio, y de una Vida de San Cadog en Latin. También comenzó a escribir la Historia de Cambria, una crónica sobre la historia galesa que más tarde reanudaría David Powel en el siglo XVI.
Fue contemporáneo de Godofredo de Monmouth y fue el primero en escribir sobre el rapto de la mujer del rey Arturo, Ginebra. Este relato llegaría a ser uno de los episodios más importantes dentro del ciclo artúrico.